# Glyptothorax steindachneri
Glyptothorax steindachneri es una especie de peces de la familia Sisoridae en el orden de los Siluriformes.

## Distribución geográfica
Se encuentra al este de Turquía.